# Cartucho wildcat

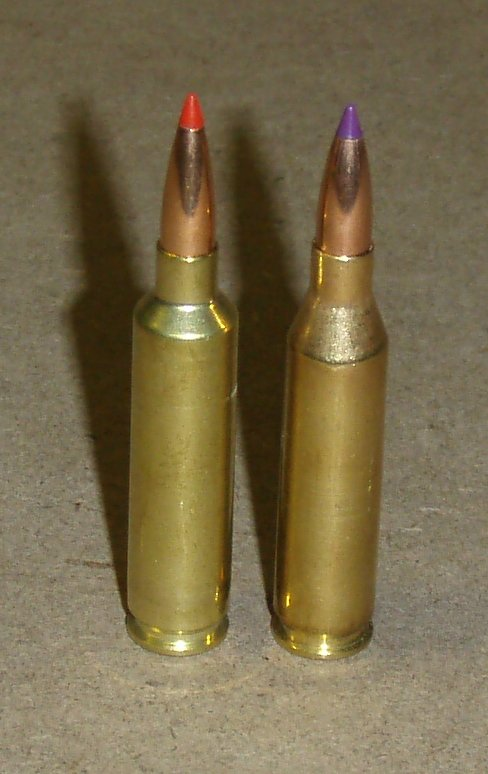
Um wildcat .243 Ackley feito por P.O. Ackley (esquerda), e um .243 Winchester normal (direita)

Um cartucho wildcat ("gato selvagem"), é um cartucho personalizado para o qual a munição e/ou armas de fogo não são produzidas em massa. Esses cartuchos geralmente são criados para otimizar uma determinada característica de desempenho (como potência, tamanho ou eficiência) de um cartucho comercial existente.[carece de fontes?]
O desenvolvimento e o uso de cartuchos wildcat geralmente não servem a um objetivo militar ou policial; é mais um hobby para entusiastas sérios de tiro, caça, armas e recarga de munição, principalmente nos Estados Unidos. Existem variedades potencialmente infinitas de cartuchos wildcat: uma fonte de equipamento para armeiros possui uma biblioteca de mais de 6.000 cartuchos wildcat diferentes para os quais produzem equipamentos como alargadores de câmara.

### Cartuchos wildcat de destaque
- Família de cartuchos Whisper
- Cartuchos .30-06 Springfield wildcat